# Домашаны
Домаша́ны (бел. Дамашаны) — деревня в Смолевичском районе Минской области Белоруссии. В составе Озерицко-Слободского сельсовета.

## География
Располагается в 10 километрах западнее от города Смолевичи и одноимённой станции на железнодорожной линии Минск — Орша, возле автодороги Р53 Минск — Москва и в 26 километрах от Минска на берегу реки Плиса.

## История

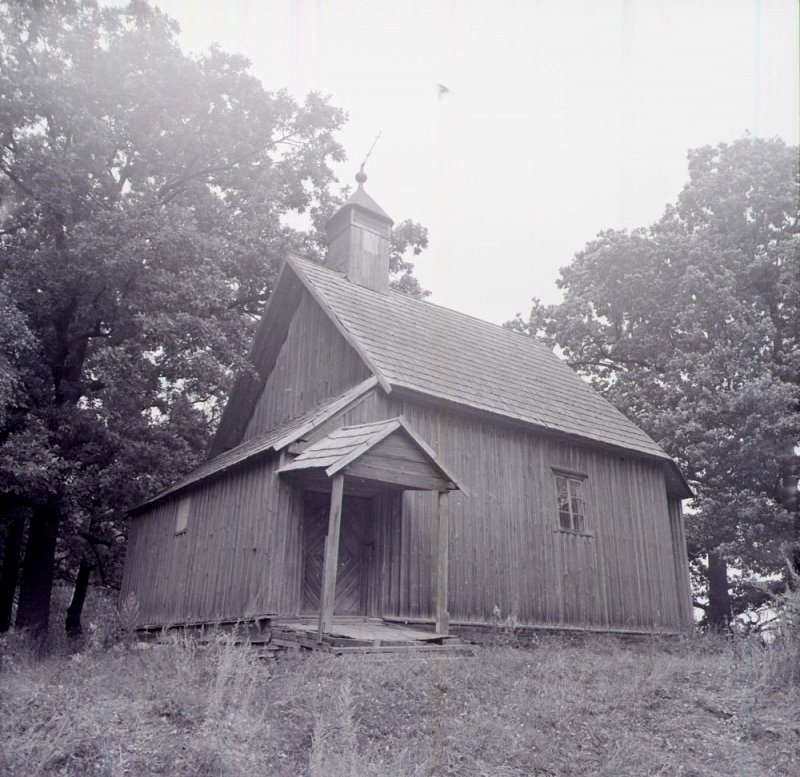
Свято-Иоанно-Богословская церковь

Деревня известна с XVI века, в инвентаре 1588 года упоминается как село Доманчишки (затем обрело своё нынешнее название) в составе Смолевичской волости, насчитывалось 5 дворянских хозяйств и 8 — крестьянских. В 1621 году в Домантишках насчитывалось 34 двора и 14,8 волок земли; в 1643 году в селе насчитывалось уже 48 дворов. В 1655—1660 годах село было разграблено и частично разрушено в ходе русско-польской войны 1654—1667 годов. В 1665 году в селе насчитывалось 7 дворов, 38 дворов являлись заброшенными и опустевшими.
В 1737 года село перешло во владение к Радзивиллам в составе имения Волма. В это же время в селе насчитывалось 9 домов и 14,8 волок земли. В 1748 году произошли крестьянские волнения против шляхтичей и местного эконома. В 1758 году в застенке Домашаны насчитывалось 3 двора. В 1772 году в селе была построена православная часовня.
После второго раздела Речи Посполитой (1793 год) деревня перешла в состав Российской империи. В 1800 году в деревне насчитывалось 34 двора, проживали 168 жителей, находилась во владении Доминика Радзивилла в составе Борисовского уезда Минской губернии. Во время войны 1812 года жители деревни оказали сопротивление французским оккупантам. В 1816 году деревня была отдана в залог Ваньковичам. В 1870 году 64 сельчанина входили в состав Домашанской крестьянской общины, в Смолевичской волости. Согласно первой всероссийской переписи 1897 года в селе Домашаны насчитывалось 47 дворов, проживали 325 жителей, действовали православная церковь и церковно-приходская школа. В начале XX века — 51 двор, проживали 400 жителей. Согласно переписи населения 1917 года в селе насчитывалось 56 дворов, проживали 402 жителя.
С февраля по декабрь 1918 года деревня была оккупирована войсками кайзеровской Германии, с августа 1919 до июля 1920 года — польскими войсками. С 1919 года деревня находится в составе Белорусской ССР, с 20 августа 1924 года в составе Слободского сельсовета Смолевичского района Минского округа (до 26 июля 1930 года). В это же время в деревне насчитывалось 65 дворов, проживали 410 жителей, в 1926 году — 87 дворов, 460 жителей, действовала школа 1-й ступени. В 1923 году был создан колхоз «Красный боец», который в 1929 году объединял 23 хозяйства, работала кузница.
В годы Великой Отечественной войны с конца июня 1941 до начала июля 1944 года деревня была оккупирована немецко-фашистскими войсками, 28 жителей деревни погибли на фронтах войны, 4 — в партизанской борьбе. Согласно переписи населения 1959 года в деревне проживал 481 житель, деревня находилась в составе Слободского сельсовета. С 25 декабря 1962 года в Минском районе, с 6 января 1965 года снова в Смолевичском, с 23 декабря 1963 года в составе Озерицко-Слободского сельсовета. В 1988 году насчитывалось 113 хозяйств, проживали 260 жителей, находилась в составе колхоза Ю. Гагарина и центр полеводческой бригады, работал продовольственный магазин и животноводческая ферма. В 1988—1989 годах в окрестностях Домашан появились множество садоводческих товариществ, в 2,6 километрах к югу от деревни был открыт одноимённый железнодорожный остановочный пункт. В 1996 году насчитывалось 93 хозяйства и проживали 180 жителей.

## Население
| Численность населения (по годам) | Численность населения (по годам) | Численность населения (по годам) | Численность населения (по годам) | Численность населения (по годам) | Численность населения (по годам) | Численность населения (по годам) | Численность населения (по годам) | Численность населения (по годам) |
| 1800                             | 1897                             | 1909                             | 1917                             | 1924                             | 1926                             | 1959                             | 1988                             | 1996                             |
| -------------------------------- | -------------------------------- | -------------------------------- | -------------------------------- | -------------------------------- | -------------------------------- | -------------------------------- | -------------------------------- | -------------------------------- |
| 168                              | ↗325                             | ↗400                             | ↗402                             | ↗410                             | ↗460                             | ↗481                             | ↘260                             | ↘180                             |
| 2009                             | 2013                             | 2019                             |                                  |                                  |                                  |                                  |                                  |                                  |
| ↘104                             | ↗127                             | ↗199                             |                                  |                                  |                                  |                                  |                                  |                                  |

## Застройка и улицы
Деревня представляет собою по сути два отдельных массива, раскинувшихся по разным берегам небольшой реки Плисса. Северная часть деревни является линейной с одной улицей, вдоль которой выстроены деревенские дома. Южная часть застроена аналогично и ограничена лесным массивом, однако за небольшим лесом имеется более новая часть деревни, которая растянулась с севера на юг, а не с запада на восток, как остальные части. В деревне насчитывается пять улиц:
- Центральная улица (бел. Цэнтральная вуліца);
- Солнечная улица (бел. Сонечная вуліца);
- Поселковая улица (бел. Пасялковая вуліца);
- Заречная улица (бел. Зарэчная вуліца);
- Цветочная улица  (бел. Кветкавая вуліца).

## Достопримечательности
- Свято-Иоанно-Богословская церковь (1772 год)
- Свято-Иоанно-Богословский монастырь (1997 год)

## Галерея

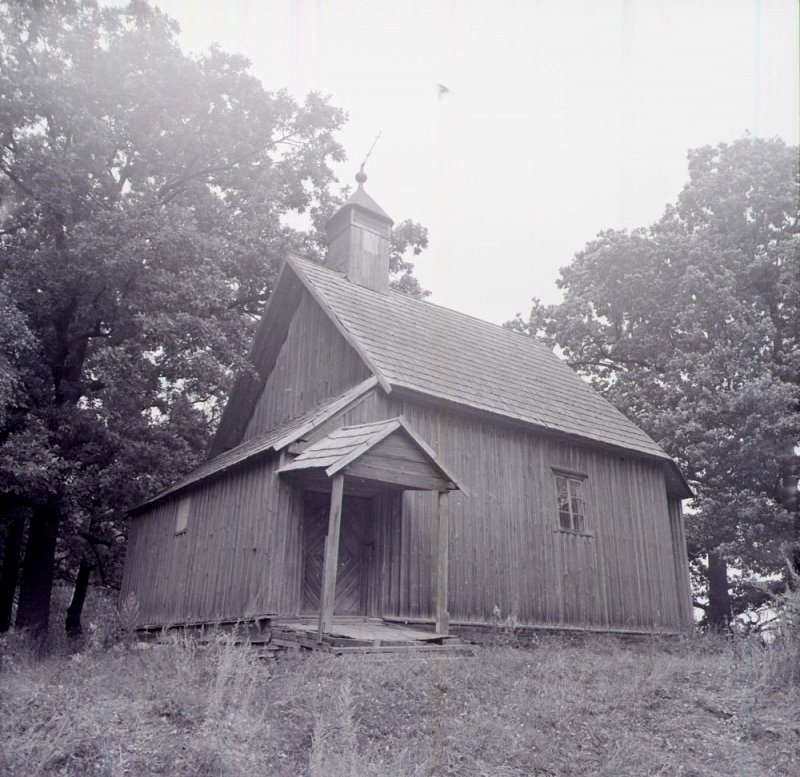
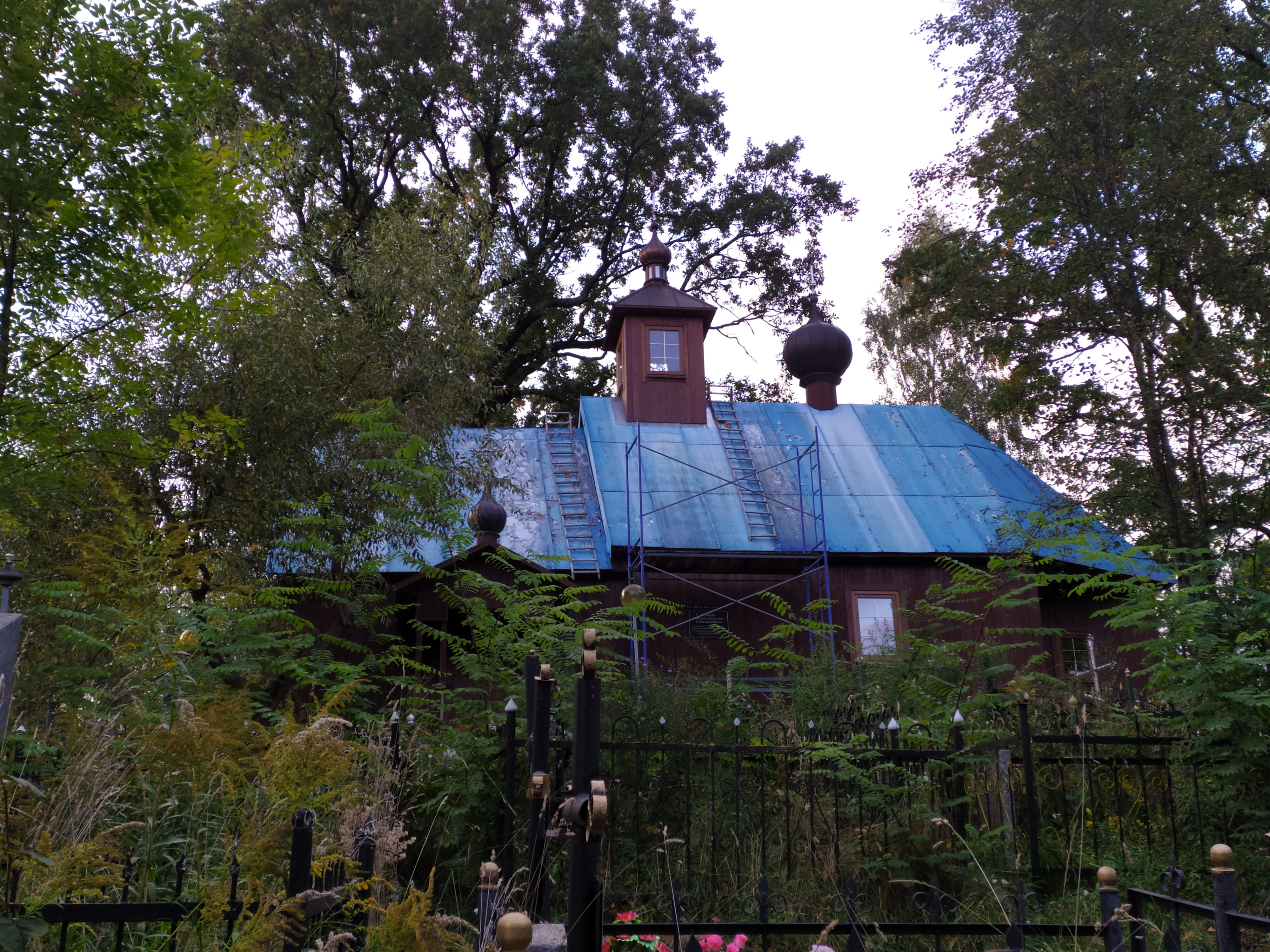
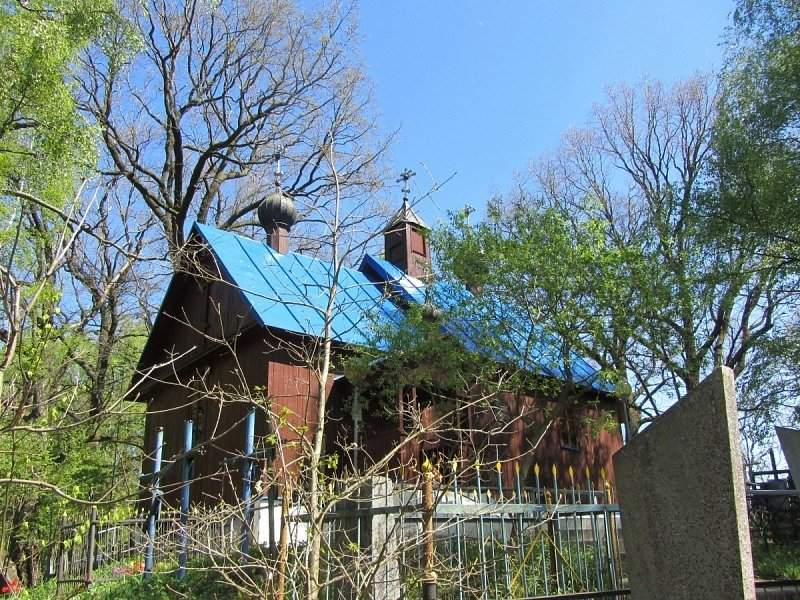
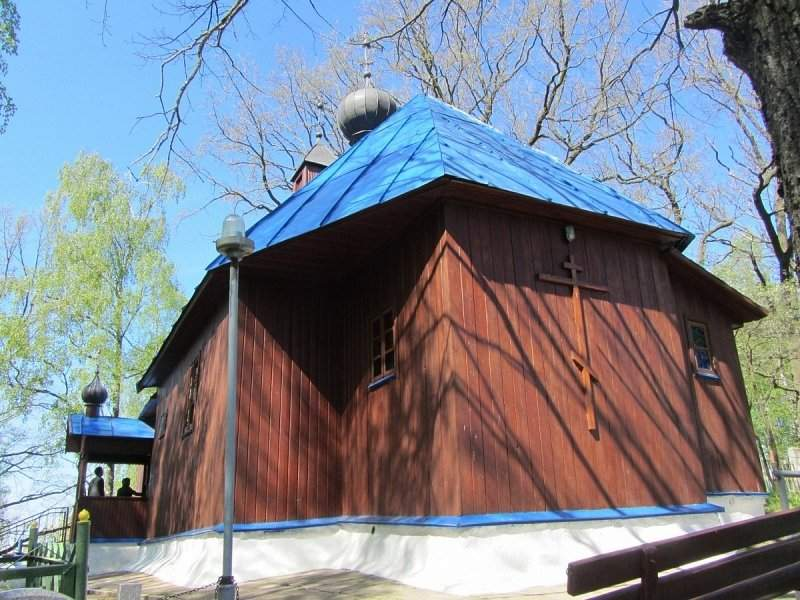
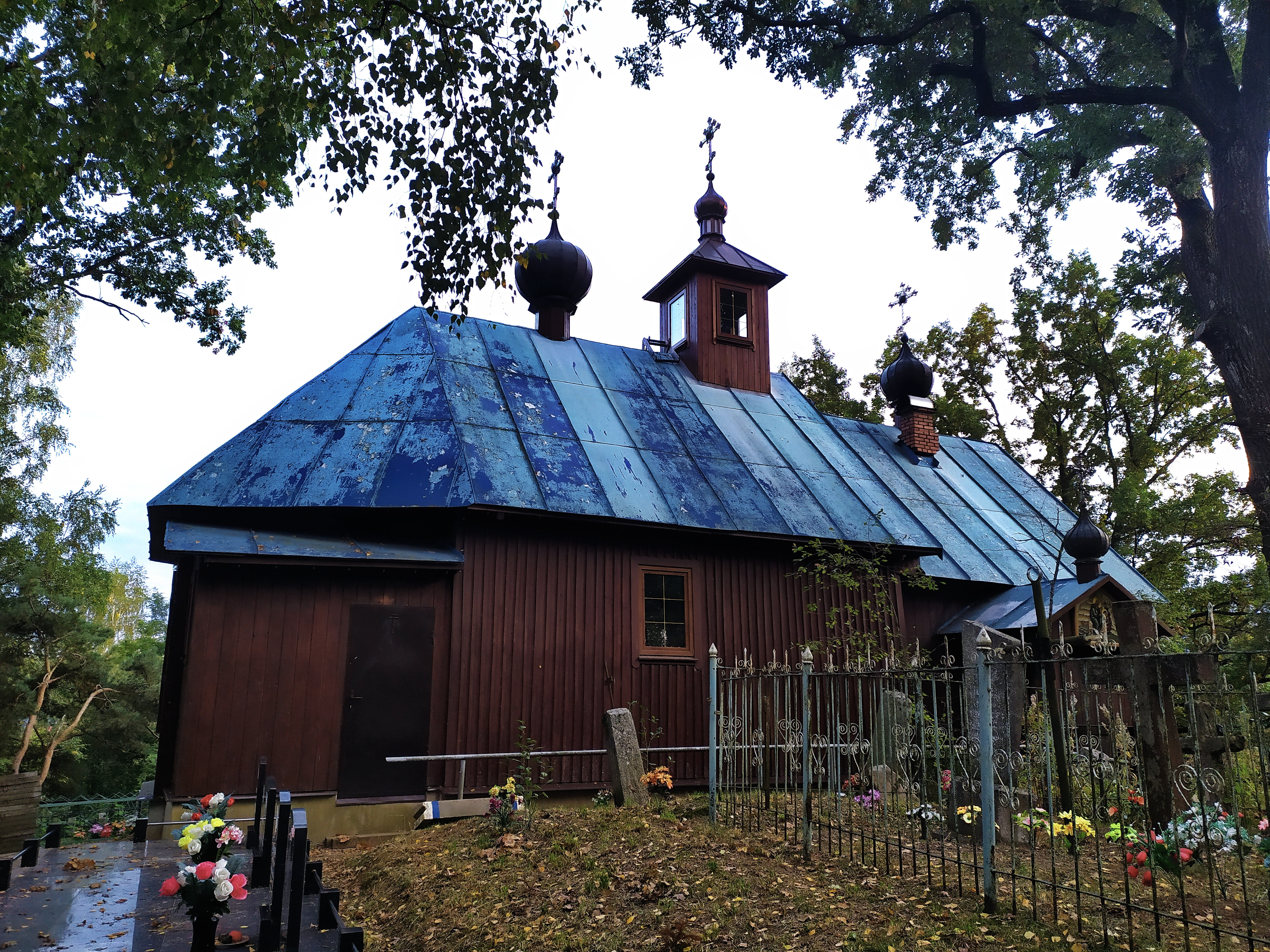
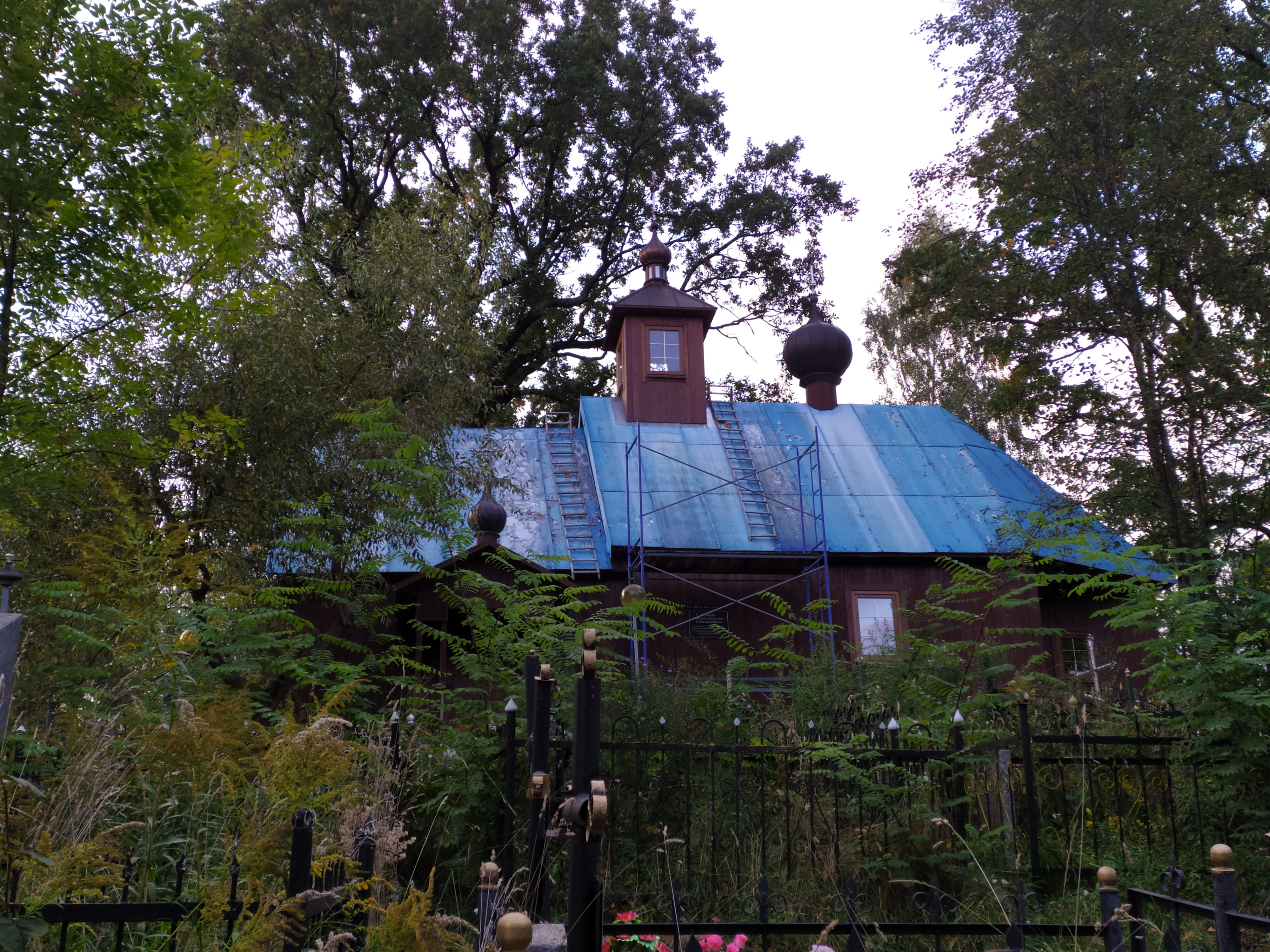

## Известные лица
- На деревенском кладбище похоронен белорусский скульптор Борис Иванович Марков (1935—2020).